# Mikrotubuli
Mikrocjevčica (mikrotubul) je dio staničnog kostura. Nalazi se u citoplazmi. Građena je uglavnom od tubulina., heterodimernog proteina u kojemu su dva polipeptidna lanca od alfa i beta tubulina, pri čemu se u polimerizaciji javlja brzorastući "plus" kraj na kojem je izložen beta-tubulin, a na spororastućem "minus" kraju vlakne je alfa-tubulin. Oblika je ravne šuplje cjevčice. U stanici ih je mnoštvo pa zato se o mikrocjevčicama govori u množini.
Vrlo su maleni, pa ih svjetlosni mikroskop ne može uočiti, nego tek elektronski mikroskop. Mogu biti duljine do 50 mikrometara i vrlo su dinamični. Vanjski promjer mikrocjevčice (mikrotubula) je oko 24 nm, a unutarnji je 12 nm. Nalazimio ih u eukariotskim stanicama.
U naravi su dugačka polimerna vlakna.
Mikrocjevčice (mikrotubuli) nastaju tako što se heterodimeri udružuju (polimeriziraju) uz energiju GTP-a, odnosno polimeriziranjem dimera dvaju globularnih proteina, alfa i beta tubulina. Kad se tubulinski heterodimeri udruže, nastaje protofilament. Uz mikrotubule prateći su proteini poput MAP-a, proteina vezanih uz mikrotubule (microtubule associated proteins), mikrotubularni motori (dineini i kinezini) te proteini organizacije mikrotubula (microtubule organizing proteins).
Središta organizacije mikrotubula (MTOC) je skupni naziv za tvorbe koje kontroliraju polimeriziranje tubulina u mikrotubule, a u njih spadaju centrioli (stanični organeli valjkastog oblika građeni od mikrotubula, javljaju se kod životinjskih stanica i nekih alga), bazalna tjelešca i centromere kromosoma. Glavna organizacijska središta mikrotubula i mikrofilamenata u stanici su centrosomi. Iz centrosoma se zvjezdasto pružaju astralni mikrotubuli koji su vezani za staničnu membranu, a za njih se smatra da im je uloga odvojiti centrosome na stanične polove i osigurati određeni položaj centrosoma u odnosu na ostatak stanice.
Uloga im je u prijenosu tvari unutar stanice, staničnim i unutarnstaničnim gibanjima (kao upravljanje rasporedom staničnih tjelešaca, određivanje oblika i polarnosti stanice) te u diobi eukariotskih stanica, poglavito u mitozi (gdje vode proces razdvajanja sestrinskih kromatida).
Prije nego što će stanica prijeći u stadij mitoze, struktura mikrocjevčica (mikrotubula) se razgrađuje i stvara nova koja je prilagođena za staničnu diobu. U diobenom vretenu nastaju tri vrste mikrotubula: 1) kinetohorni mikrotubuli 2) astralni mikrotubuli i 3) polarni mikrotubuli.
U profazi životinjskih organizama, mikrotubuli se šire i oblikuju diobeno vreteno. U profazi biljnih organizama, staničnog kostura preuređenjem oblikuju diobeno vreteno. U prometafazi vezivanjem mikrotubula diobenog vretena na pričvrsnice kromosoma završava prometafaza i počinje metafaza. U anafazi mikrotubuli diobenog vretena skraćuju se i time kromosomi putuju prema suprotnim krajevima stanice.
Oko dvaju središnjih mikrotubula nalazi se kompleks od devet dvostrukih mikrotubula. Ta cjelina koja je međusobno povezana sustavom bjelančevina radi potpore strukturi te sudjelovanja u pokretanju nazivamo aksonema.